# Miramar Rangers Association Football Club
Maillots
Le Miramar Rangers AFC est un club néo-zélandais de football basé à Wellington.

## Palmarès
- Championnat de Nouvelle-Zélande
  - Champion : 2002, 2003

- Coupe de Nouvelle-Zélande
  - Vainqueur : 1966, 1992, 2004, 2010
  - Finaliste : 1982

## Anciens joueurs
- Justin Fashanu
- Wynton Rufer.